# Petr Jelínek (youtuber)
Petr Jelínek (známý také jako Pstruh či pstruh103, * 9. srpna 1994, Jihlava) je český youtuber.

## Biografie
Narodil se v roce 1994 v Jihlavě, posléze vystudoval Obchodní akademii a Jazykovou školu v Jihlavě, pět let závodil v judu. V rozhovoru uvedl, že YouTube kanál založil v roce 2009. Na YouTube primárně uváděl pořady pod názvy A do něj, kdy parodoval jiné youtubery, HateShow, kdy reagoval na jiné youtubery či kauzy, a Seriozní Ask, kde odpovídal na dotazy diváků.

## Kauzy

### Soudní řízení
Dne 29. března 2017 stanul před Okresním soudem v Jihlavě, kde mu hrozil trest dvou let odnětí svobody za to, že označil psycholožku a psychoterapeutku P. Y. Wolf za „zasranou zkurvenou zlodějku“, k označení došlo ve zveřejněném videu na serveru YouTube. Státní zástupce uvedl, že každý má právo vyjádřit svůj názor, ale záleží, jakým způsobem, soudce Zdeněk Chalupa pak označil chování Petra Jelínka jako hrubou výtržnost, za což Jelínek byl nepravomocně odsouzen k odnětí svobody 6 měsíců s podmíněným odložením na 1 rok. Zmíněné video bylo zhlédnuto čtyřmi až pěti tisíci diváky, Jelínek uvedl, že s vulgarismy ve videu to přehnal, a paní Wolf se, po výzvě jejího právního zástupce, omluvil. Součástí trestního řízení bylo i odškodné za ušlý zisk, poškození dobrého jména, zneužití autorských práv, poškození dvou ochranných známek, psychickou újmu, to vše dohromady ve výši 700 tisíc Kč, to soudce nepřiznal a odkázal poškozenou na občanskoprávní soudní jednání ohledně vymáhání odškodného.
Měl by být prvním českým youtuberem, který za vyjadřování ve videu stanul před soudem. Také prohlásil, že poškozené nemohl způsobit žádnou škodu, neboť ho z 99 % sledují pouze muži. V reakci na tuto kauzu zveřejnil na svém YouTube kanále video s názvem MŮJ SOUD!!!, kde se vyjadřuje k soudu a také zmiňuje, že pokud toto video bude mít milion zhlédnutí, tak mu zaplatí právníka k tomuto případu. V další reakci také zmínil, že svoboda slova je odlišná od roku 1990, kdy vznikly pořady, jako je Česká soda. Také uvedl, že podobně souzen byl rapper Řezník, který byl za simulované upálení bezdomovce obžalován. Uvedl též, že se omluvil poškozené jak v soudní síni, tak i dopisem.

#### Odvolání ke krajskému soudu a dovolání k Nejvyššímu soudu
Pokračování kauzy následně proběhlo na odvolacím soudu v Brně, kdy Krajský soud v Brně rozhodl o uložení 120 hodin veřejně prospěšných prací. Jelínek však prostřednictvím obhájce podal dovolání k Nejvyššímu soudu České republiky. Soudce krajského soudu označil chování Jelínka za špatný příklad pro mládež a formu vyjádření názoru za přehnanou. Jelínek byl ke 120 hodinám veřejně prospěšných prací odsouzen pravomocně. Nejvyšší soud dovolání vyhověl a zrušil rozsudky předchozích instancí. Nejvyšší soud uložil soudu první instance za úkol zvážit, zda čin, z kterého je Jelínek obviněn, je trestným činem či přestupkem.
Nejvyšší soud rozhodl o tom, že vyjádření názoru Petra Jelínka byla vulgární, ale ne výrazná, a tak se nejednalo o hrubou výtržnost. Přihlédl také k tomu, že toto video vidělo 4500 lidí, což je výrazně méně než jiná videa Petra Jelínka. Dne 4. prosince 2017 pak proběhlo další stání u soudu první instance v Jihlavě, kdy soudce Chalupa rozhodl o tom, že se v tomto případě jedná o přestupek, a ne o trestný čin. Jelínek po soudním stání dne 4. prosince 2017 prohlásil, že představa, že již nemůže získat trest odnětí svobody či být podmínečně odsouzen, je pro něj ulevující. Státní zástupce sdělil, že se s rozhodnutím Nejvyššího soudu neztotožňuje, ale pro soudy nižší instance jsou závazná, a tak navrhl projednání záležitosti v přestupkovém řízení. Jan Herout, obhájce Jelínka, prohlásil, že policie od počátku projednávala případ jako přestupek, dle něj pochybil státní zástupce, že nařídil trestní řízení proti Jelínkovi.
Nejvyšší soud přímo uvedl, že výrok o vině v rozsudku soudu první instance je vadný, neboť ten nemůže obstát v rámci naplnění zákonného znaku výtržnosti a hrubé neslušnosti.

#### Reakce
Filip Rožánek z týdeníku Marketing & Media uvedl, že článek o soudním řízením s Petrem Jelínkem měl během tří dnů od vydání více než 4800 sdílení na sociálních sítích. Došlo tak k efektu Barbry Streisandové, kdy se z následného textu dozvědělo o případu výrazně více lidí než z původního videa. Také uvádí, že na obranu proti urážkám by mělo sloužit civilní řízení, nikoliv trestní řízení. Dle Euro.cz pak vůbec nemělo dojít k takhle dlouhému a komplikovanému jednání, kdy však tento případ osvětlil temná místa v justici. Petr Jelínek následně uvedl, že pro něj je vyšší instancí než jihlavský soud i policie, neboť dle něj by byl jihlavským soudem odsouzen i přes to, že policie dvakrát případ vyhodnotila jako přestupek. Dle Echo24.cz pak jimi oslovení advokáti s rozsudkem první instance nesouhlasili a považovali jej za přehnaný.

### Zápas s Alešem Bejrem
Petr Jelínek kritizoval videozáznamy Aleše Bejra, který publikoval mnoho videí s tematikou bezdomovectví, Aleš Bejr po více kritických videích ze strany Petra Jelínka posléze prohlásil, že Petr Jelínek napadl ženu Aleše Bejra. Bejr pak Jelínka vyzval na souboj v kleci (MMA), kdy Jelínek následně souhlasil se zápasem za úplatu. Souboj pořádala skupina Swaglift, specializující se na pořádání sportovních utkání mezi youtubery. Dne 4. února se konal zápas mezi Bejrem a Jelínkem, kdy již před zápasem Bejr slovně napadal organizátory a Jelínka. Při zápase byl pak za trojité porušení pravidel Bejr vyloučen a Jelínek zvítězil. Posléze však Bejr prohlásil, že při zápase mimo pravidla by Jelínka porazil, Bejr se posléze snažil právně zabránit publikaci zmíněného videozáznamu se zápasem. Moderátor akce Petr Brunner posléze uvedl, že oba zápasníci se neměli před zápasem vidět, nicméně došlo k tomu, že Bejr byl vpuštěn do haly dříve, než měl dle programu.

### Smazání kanálu
V červenci 2018 byl Pstruhův kanál vymazán po obdržení 3 „community striků“ za obsah jeho videí, který porušoval nově zavedená a retroaktivně aplikovaná pravidla tvorby na YouTube.

### Nový kanál
V říjnu 2023 se po 5 letech vrátil na YouTube s novým kanálem, kde pořádá střelecké livestreamy a vydává videa.